# Češka Extraliga
Češka Extraliga (češ. Extraliga ledního hokeje) je najviši rang natjecanja u hokeju na ledu u Češkoj. 
 Liga je nastala 1993. godine nakon raspada Čehoslovačke i tadašnje Čehoslovačke 1. lige. Ligi je trenutačno (od 2010.) naslovni sponzor Tipsport, a ranije su bili i Staropramen, Český Telecom i O2. 

U ligi nastupa 14 klubova, a kao većina hokejskih liga sezona se sastoji od ligaškog dijela i doigravanja.

## Sudionici 2014./15.
- Kometa - Brno
- Mountfield - Hradec Králové
- Energie - Karlovy Vary
- Bílí Tygři - Liberec
- Verva - Litvínov
- Mladá Boleslav - Mladá Boleslav
- Olomouc - Olomouc
- Vítkovice Steel - Ostrava
- ČSOB Pojišťovna - Pardubice
- Škoda - Plzeň
- Slavia - Prag
- Sparta - Prag
- Oceláři - Třinec
- PSG Zlín - Zlín

## Dosadašnji prvaci
| sezona    | prvak                     | finalna serija | doprvak                 | prvak ligaškog dijela       |
| --------- | ------------------------- | -------------- | ----------------------- | --------------------------- |
| 1993./94. | Olomouc                   | 3-1            | Pardubice               | Kladno                      |
| 1994./95. | Dadák Vsetín              | 3-1            | ZPS Zlín                | Dadák Vsetín                |
| 1995./96. | Petra Vsetín              | 4-1            | Chemopetrol Litvínov    | Sparta Prag                 |
| 1996./97. | Petra Vsetín              | 3-0            | Vítkovice Ostrava       | Petra Vsetín                |
| 1997./98. | Petra Vsetín              | 3-0            | Železárny Třinec        | Petra Vsetín                |
| 1998./99. | Slovnaft Vsetín           | 3-0            | ZPS Barum Zlín          | Slovnaft Vsetín             |
| 1999./00. | Sparta Prag               | 3-0            | Slovnaft Vsetín         | Sparta Prag                 |
| 2000./01. | Slovnaft Vsetín           | 3-1            | Sparta Prag             | Slovnaft Vsetín             |
| 2001./02. | Sparta Prag               | 3-1            | Vítkovice Ostrava       | Sparta Prag                 |
| 2002./03. | Slavia Prag               | 4-3            | Pojišťovna Pardubice    | Pojišťovna Pardubice        |
| 2003./04. | Hamé Zlín                 | 4-1            | Slavia Prag             | Moeller Pardubice           |
| 2004./05. | Moeller Pardubice         | 4-0            | Hamé Zlín               | Hamé Zlín                   |
| 2005./06. | Sparta Prag               | 4-2            | Slavia Prag             | Bílí Tygři Liberec          |
| 2006./07. | Sparta Prag               | 4-2            | Moeller Pardubice       | Bílí Tygři Liberec          |
| 2007./08. | Slavia Prag               | 4-3            | Energie Karlovy Vary    | Mountfield České Budějovice |
| 2008./09. | Energie Karlovy Vary      | 4-2            | Slavia Prag             | Slavia Prag                 |
| 2009./10. | Eaton Pardubice           | 4-0            | Vítkovice Steel Ostrava | Plzeň 1929                  |
| 2010./11. | Oceláři Třinec            | 4-1            | Vítkovice Steel Ostrava | Oceláři Třinec              |
| 2011./12. | ČSOB Pojišťovna Pardubice | 4-2            | Kometa Brno             | Sparta Prag                 |
| 2012./13. | Škoda Plzeň               | 4-3            | PSG Zlín                | PSG Zlín                    |
| 2013./14. | PSG Zlín                  | 4-1            | Kometa Brno             | Sparta Prag                 |
| 2014./15. | Verva Litvínov            | 4-3            | Oceláři Třinec          | Oceláři Třinec              |
| 2015./16. | Bílí Tygři Liberec        | 4-2            | Sparta Prag             | Bílí Tygři Liberec          |

### Prvaci i doprvaci ukupno
| klub                           | prvak | doprvak |
| ------------------------------ | ----- | ------- |
| Vsetín                         | 6     | 1       |
| Sparta Prag                    | 4     | 2       |
| Pardubice                      | 3     | 3       |
| PSG Zlín                       | 2     | 4       |
| Slavia Prag                    | 2     | 3       |
| Třinec                         | 1     | 2       |
| Karlovy Vary                   | 1     | 1       |
| Litvínov                       | 1     | 1       |
| Olomouc                        | 1     |         |
| Plzeň                          | 1     |         |
| Bílí Tygři Liberec             | 1     |         |
| Vítkovice Steel Ostrava        |       | 4       |
| Kometa Brno                    |       | 2       |
|                                |       |         |
| zaključno sa sezonom 2015./16. |       |         |

## Poveznice
- (češki) službene stranice  Arhivirana inačica izvorne stranice od 13. rujna 2014. (Wayback Machine)
- (češki) novy.hokej.cz  Arhivirana inačica izvorne stranice od 5. prosinca 2014. (Wayback Machine)
- (češki) hokej.idnes.cz
- tvtipsport.cz/elh  Arhivirana inačica izvorne stranice od 12. prosinca 2014. (Wayback Machine)
- (češki) hokejportal.cz
- (francuski) passionhockey
- (češki) Historie českého a československého hokeje  Arhivirana inačica izvorne stranice od 21. veljače 2006. (Wayback Machine)
- (češki) Arhiva češkog i čehoslovačkog hokeja
- SFRP's Hockey Archive  Arhivirana inačica izvorne stranice od 8. ožujka 2010. (Wayback Machine)
- (češki) Klubovi Extralige, češka Wikipedija[neaktivna poveznica]
- Národní liga (Bohemija i Moravska)
- Čehoslovačka 1. liga
- Slovačka Extraliga
- KHL
- EBEL
- European Trophy
- Liga prvaka (hokej na ledu)
- Kup Europe u hokeju na ledu
- Super Six